# Пехлеви, Шахназ
Принце́сса Шахназ Пехлеви́ (перс. شهناز پهلوی ‎;  27 октября 1940, Тегеран, Иран) — первый ребёнок последнего иранского шаха Мохаммеда Реза Пехлеви и его первой жены, принцессы Египта из династии Мухаммеда Али Фавзии.

## Биография
Шахназ Пехлеви родилась в Тегеране 27 октября 1940 года. Она единственный ребенок Мохаммада Резы Пехлеви и его первой жены принцессы Фавзии. Её дедушкой и бабушкой по материнской линии были король Египта Фуад I и королева Назли Сабри, а дедушкой и бабушкой по отцовской линии были Реза Пехлеви и Тадж ол-Молук. Она также является племянницей короля Египта Фарука I — таким образом она двоюродная сестра последнего египетского короля Фуада II. 
Шахназ Пехлеви получила образование в бельгийской школе-интернате, лицее Леонии де Ваха, в Льеже, а затем в Швейцарии. 

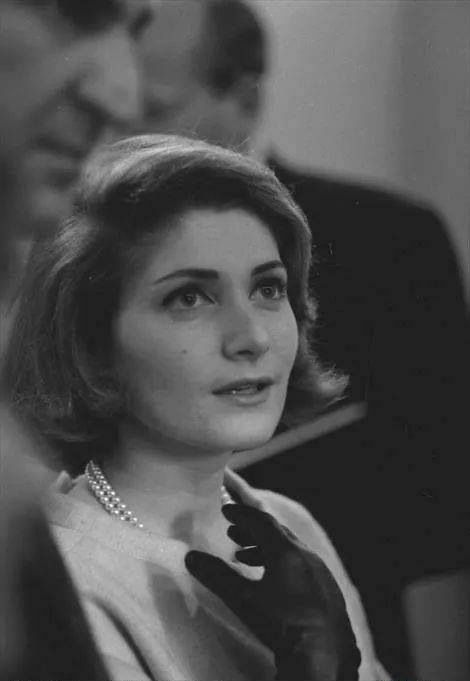
Принцесса в 1960-е

Шахназ — единокровная сестра кронпринца Реза Кир Пехлеви, принцессы Фарахназ Пехлеви, принца Али Реза Пехлеви II и принцессы Лейлы Пехлеви — четырёх детей шаха и его третьей жены, шахбану Фарах Диба. 
Во время правления отца Шахназ инвестировала в сельскохозяйственные предприятия и заводы по сборке велосипедов и мотоциклов Honda. 
Со времён Иранской революции живёт в Швейцарии и имеет гражданство.  
В декабре 2013 года Шахназ Пехлеви получила египетское гражданство от правительства Египта. 

## Браки и дети
Первый брак (11 октября 1957—1964) — с Ардеширом Захеди, бывшим министром иностранных дел Ирана (1966—1971), а в 1960-х и 1970-х годах послом Ирана в США и Великобритании.
У них есть дочь принцесса Захра Махназ (родилась 2 декабря 1958).

Второй брак — в феврале 1971 вышла замуж в иранском посольстве в Париже за Хосрова Джаханбани. У них в 1971 родился сын Кейхосров Джаханбани и в 1973 году дочь Фавзия Джаханбани. Хосров Джаханбани умер от рака в апреле 2014 года.

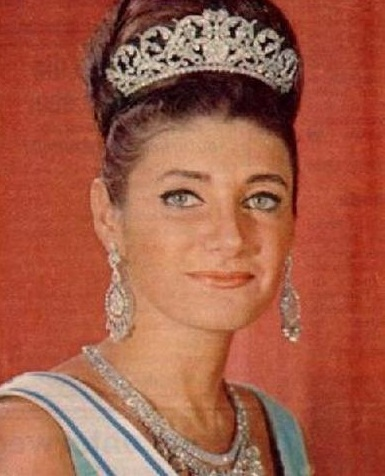